# Catàleg complet d'obres de Johannes Brahms

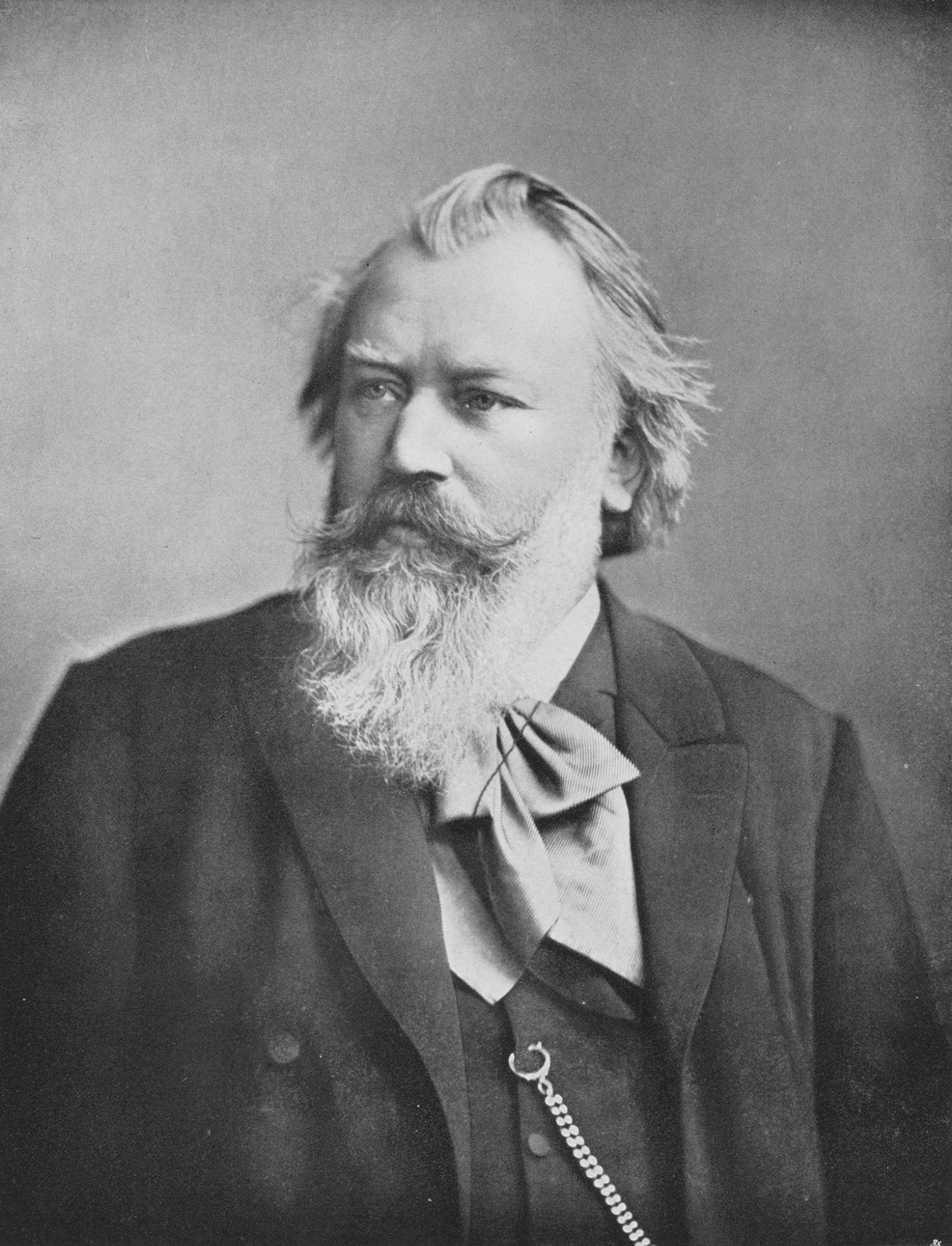
Retrat de Johannes Brahms

A continuació es mostra el Catàleg complet d'obres de Johannes Brahms, una llista de composicions de Johannes Brahms (7 de maig de 1833 - 3 d'abril de 1897) classificades segons el número d'opus (Op.) i que inclouen obres sense número d'opus (WoO) i annexos (Anh.).

## Obres completes

### Obres amb número d'opus
- Opus 1: Sonata per a piano núm. 1 en do major (1853)
- Opus 2: Sonata per a piano núm. 2 en fa sostingut menor (1853)
- Opus 3: Sis cançons per a tenor o soprano i piano (1853)
  - "Liebestreu"
  - "Liebe und Frühling I"
  - "Liebe und Frühling II"
  - "Lied"
  - "In der Fremde"
  - "Lied"
- Opus 4: Scherzo en mi bemoll menor per a piano (1851)
- Opus 5: Sonata per a piano núm. 3 en fa menor (1853)
- Opus 6: Sis cançons per a tenor o soprano i piano
  - "Spanisches Lied"
  - "Der Frühling"
  - "Nachwirkung"
  - "Juche"
  - "Wie die Wolke nach der Sonne"
  - "Nachtigallen schwingen lustig"
- Opus 7: Sis cançons per a veu i piano
  - "Treue Liebe"
  - "Parole"
  - "Anklänge"
  - "Volkslied"
  - "Die Trauernde"
  - "Heimkehr"
- Opus 8: Trio per a piano núm. 1 en si major (dues versions: original de 1854 i la revisió de 1891)
- Opus 9: Setze variacions per a piano sobre un tema de Schumann (1854)
- Opus 10: Quatre balades per a piano (1854)
  - Balada en re menor
  - Balada en re major
  - Balada en si menor
  - Balada en si major
- Opus 11: Serenata núm. 1 en re major per a orquestra (1857)
- Opus 12: "Ave Maria" per a cor de dones i orquestra o orgue (1858)
- Opus 13: Begräbnisgesang (Cançó fúnebre) per a cor i instruments de vent (1858)
- Opus 14: Vuit cançons i romances per a veu i piano (1858)
  - "Vor dem Fenster"
  - "Vom verwundeten Knaben"
  - "Murrays Ermordung"
  - "Ein Sonnett"
  - "Trennung"
  - "Gang zur Liebsten"
  - "Ständchen"
  - "Sehnsucht"
- Opus 15: Concert per a piano núm. 1 en re menor (1858)
- Opus 16: Serenata núm. 2 en la major per a petita orquestra (1859)
- Opus 17: Vier Gesänge (Quatre cançons) per a cor de dones, 2 trompes i arpa (1860)
  - "Es tönt ein voller Harfenklang"
  - "Lied von Shakespeare"
  - "Der Gärtner"
  - "Gesang aus Fingal"
- Opus 18: Sextet de corda núm. 1 en si bemoll major per a 2 violins, 2 violes, i 2 violoncels (1860)
- Opus 19: Cinc poemes per a veu i piano (1858-59)
  - "Der Kuss"
  - "Scheiden und Meiden"
  - "En der Ferne"
  - "Der Schmied"
  - "An eine Aeolsharfe"
- Opus 20: Tres duets per a soprano i contralt amb piano (1858-60)
  - "Weg Der Liebe I"
  - "Weg Der Liebe II"
  - "Die Meere"
- Opus 20: Dos conjunt de variacions per a piano
  - Onze variacions sobre un tema original, en re major (1857)
  - Catorze variacions sobre una melodia hongaresa, en re major
- Opus 22: Marienlieder (Cançons a Maria) per a cor mixt (1860)
  - "Der englische Gruß"
  - "Marias Kirchgang"
  - "Marias Wallfahrt"
  - "Der Jäger"
  - "Ruf zur Maria"
  - "Magdalena"
  - "Marias Lob"
- Opus 23: Variacions per a piano a quatre mans sobre un tema de Schumann (1861)
- Opus 24: Variacions i fuga per a piano sobre un tema de Händel (1861)
- Opus 25: Quartet per a piano núm. 1 en sol menor (1861)
- Opus 26: Quartet per a piano núm. 2 en la major (1861)
- Opus 27: Salm núm. 13 per a cor de dones a 3 veus amb orgue o piano (1859)
- Opus 28: Quatre duets per a contralt i baríton amb piano (1860-62)
  - "Die Nonne und Der Ritter"
  - "Vor der Tür"
  - "Es rauschet das Wasser"
  - "Der Jäger und sein Liebchen"
- Opus 29: Dos motets per a cor mixt a 5 veus (1860)
  - "Es ist das Heil uns kommen her"
  - "Schaffe in Mir, Gott, eet Rein Herz"
- Opus 30: Geistliches Lied (Cançons espirituals) per a cor mixt i orgue (1856)
- Opus 31: Tres quartets per a soprano, contralt, tenor, baix i piano (1864)
  - "Wechsellied zum Tanze" (1859)
  - "Neckereien" (1863)
  - "Der Gang zum Liebchen" (1863)
- Opus 32: Nou cançons per a veu i piano (1864)
  - "Wie rafft ich mich auf in der Nacht"
  - "Nicht mehr zu dir zu gehen"
  - "Ich schleich umher"
  - "Der Strom, der neben mir verrauschte"
  - "Wehe, so willst du mich wieder"
  - "Du sprichst, dass ich mich täuschte"
  - "Bitteres zu sagen denkst du"
  - "So stehn wir, ich und meine Weide"
  - "Wie bist du, meine Königin"
- Opus 33: Quinze romances (Magalone-Lieder) per a piano a partir de Liebesgeschichte der schönen Magelone de Tieck
  - "Keinen hat es noch gereut"
  - "Traun! Bogen und Pfeil sind gut für den Feind"
  - "Sind es Schmerzen, sind es Freuden"
  - "Liebe kam aus fernen Landen"
  - "So willst du des Armen?"
  - "Wie soll ich die Freude, die Wonne denn tragen?"
  - "War es dir, dem diese Lippen bebten"
  - "Wir müssen uns trennen"
  - "Ruhe, Süßliebchen"
  - "Verzweiflung (So tönet denn, schäumende Wellen)"
  - "Wie schnell verschwindet so Licht als Glanz"
  - "Muß es eine Trennung geben"
  - "Sulima (Geliebter, wo zaudert dein irrender Fuß?)"
  - "Wie froh und frisch"
  - "Treue Liebe dauert lange"
- Opus 34: Quintet per a piano en fa menor (1864)
- Opus 34b: Sonata per a dos pianos en fa menor (1863)
- Opus 35: Estudis per a piano en la menor - Variacions sobre un tema de Paganini (1863)
- Opus 36: Sextet de corda núm. 2 en sol major (1865)
- Opus 37: Tres cors espirituals per a cor de dones a cappella (1859-63)
  - "O bone Jesu"
  - "Adoramus"
  - "Regina Coeli"
- Opus 38: Sonata per a violoncel núm. 1 en mi menor (1862-65). Aquesta peça està dedicada al pedagog Josef Gänsbacher.
- Opus 39: Setze valsos per a piano (1865) Hi ha arranjaments per a piano sol i per a dos pianos.
- Opus 40: Trio per a trompa (o violoncel o viola), violí i piano en mi bemoll major (1865)
- Opus 41: Cinc cançons per a cor d'homes (1861-62)
  - "Ich schwing mein Horn ins Jammertal
  - "Freiwillige her!
  - "Geleit
  - "Marschieren
  - "Gebt Acht!
- Opus 42: Drei Gesänge (Tres cançons) per a cor mixt (1860)
  - "Abendständchen
  - "Vineta
  - "Darthulas Grabegesang
- Opus 43: Quatre cançons per a veu i piano (1860-66)
  - "Von ewiger Liebe
  - "Die Mainacht
  - "Ich Schell mein Horn ins Jammerthal
  - "Das Lied vom Herrn von Falkenstein
- Opus 44: Dotze cançons i romances per a cor de dones a cappella o amb piano ad libitum(1859-60)
  - "Minnelied
  - "Der Bräutigam
  - "Barcarole
  - "Fragen
  - "Die Müllerin
  - "Die Nonne
  - "Vier Lieder aus dem Jungbrunnen (I)
  - "Vier Lieder aus dem Jungbrunnen (II)
  - "Vier Lieder aus dem Jungbrunnen (III)
  - "Vier Lieder aus dem Jungbrunnen (IV)
  - "Die Braut
  - "Märznacht
- Opus 45: Ein deutsches Requiem (Un Rèquiem alemany) per a soprano i baríton solistes, cor mixt i orquestra (1868)
- Opus 46: Quatre cançons per a veu i piano (1864-68)
  - "Die Kränze
  - "Magyarisch
  - "Die Schale der Vergessenheit
  - "An die Nachtigall
- Opus 47: Cinc cançons per a veu i piano (1860-68)
  - "Botschaft
  - "Liebesglut
  - "Sonntag
  - "O liebliche Wangen
  - "Die Liebende schreibt
- Opus 48: Set cançons per a veu i piano (1853-68)
  - "Der Gang zum Liebchen
  - "Der Überläufer
  - "Liebesklage des Mädchen
  - "Gold überwiegt die Liebe
  - "Trost in Tränen
  - "Vergangen ist mir Glück und Heil
  - "Herbstgefühl
- Opus 49: Cinc cançons per a veu i piano (1867-68)
  - "Am Sonntag Morgen
  - "An ein Veilchen
  - "Sehnsucht
  - "Wiegenlied
  - "Abenddämmerung
- Opus 50: Rinaldo. Cantata per a tenor, cor d'homes i orquestra (1868)
- Opus 51: Dos quartets per a corda (1873)
  - Quartet de corda núm. 1 en do menor
  - Quartet de corda núm. 2 en la major
- Opus 52: Liebeslieder-Walzer (Valsos amorosos) per a 4 veus i piano a quatre mans. Vuit d'ells arranjats per a veus i orquestra (1870)
  - "Rede, Mädchen, allzu liebes"
  - "Am Gesteine rauscht die Flut"
  - "O die Frauen", per a tenor i baix
  - "Wie des Abends schöne Röte", per a soprano i contralt
  - "Die grüne Hopfenranke"
  - "Ein kleiner, hübsche Vogel nahm den Flug"
  - "Wohl schön bewandt", per a contralt
  - "Wenn so lind dein Augen mir"
  - "Am Donaustrande, da steht ein Haus"
  - "O wie sanft die Quelle"
  - "Nein, est ist nicht auszukommen"
  - "Schlosser auf, und mache Schlösser"
  - "Vöglein durchrauscht die Luft", per a soprano i contralt
  - "Sieh, wie ist die Welle klar", per a tenor i baix
  - "Nachtigall, sie singt so schön"
  - "Ein dunkeler Schacht ist Liebe"
  - "Nicht wandle, mein Licht dort außen", per a tenor
  - "Es bebet das Gesträuche"
- Opus 52a: Liebeslieder-Walzer (Valsos amorosos) per a piano a quatre mans (sense veus); arranjament de l'Op. 52.
- Opus 53: Rapsòdia per a contralt, cor d'homes i orquestra (1870)
- Opus 54: Schicksalslied (Cant del destí) per a cor i orquestra (1871)
- Opus 55: Triumphlied (Cant triomfal) per a cor a 8 veus i orquestra (orgue ad libitum) (1871)
- Opus 56a: Variacions sobre un tema de Haydn per a orquestra (1873)
- Opus 56b: Variacions sobre un tema de Haydn per a dos pianos (1873)
- Opus 57: Vuit cançons per a veu i piano sobre text de Daumer (1871)
  - "Von waldbekränzter Höhe"
  - "Wenn du nur zuweilen Lächelst"
  - "Es träumte mir, ich sei dir teuer"
  - "Ach, wende diesen Blick"
  - "In meiner Nächte Sehnen"
  - "Strahlt zuweilen auch ein mildes Licht"
  - "Die Schnur, die Perl an Perle"
  - "Unbewegte laue Luft"
- Opus 58: Vuit cançons per a veu i piano (1871)
  - "Blinde Kuh"
  - "Während des Regens"
  - "Die Spröde"
  - "O Komme, holde Sommernacht"
  - "Schwermut"
  - "In der Gasse"
  - "Vorüber"
  - "Serenade"
- Opus 59: Vuit cançons per a veu i piano (1873)
  - "Dämmerung senkte sich von oben"
  - "Auf dem See"
  - "Regenlied"
  - "Nachklang"
  - "Agnes"
  - "Eine gute, gute Nacht"
  - "Mein wundes Herz"
  - "Dein blaues Auge"
- Opus 60: Quartet per a piano núm. 3 en do menor (1875)
- Opus 61: Quatre duets per a soprano i contralt amb piano (1852-74)
  - "Die Schwestern"
  - "Klosterfräulein"
  - "Phänomen"
  - "Die Boten der Liebe"
- Opus 62: Sieben Lieder (Set cançons) per a cor mixt (1874)
  - "Rosmarin"
  - "Von alten Liebesliedern"
  - "Waldesnacht"
  - "Dein Herzlein mild"
  - "All meine Herzgedanken"
  - "Es geht ein Wehen"
  - "Vergangen ist mir Glück und Heil"
- Opus 63: Nou cançons per a veu i piano (1874)
  - "Frühlingstrost"
  - "Erinnerung"
  - "An ein Bild"
  - "An die Tauben"
  - "Junge Lieder I"
  - "Junge Lieder II"
  - "Heimweh I"
  - "Heimweh II"
  - "Heimweh III"
- Opus 64: Tres quartets per a soprano, contralt, baix i piano (1874)
  - "An die Heimat"
  - "Der Abend"
  - "Fragen"
- Opus 65: Neue Liebeslieder (Nous valsos amorosos) per a 4 veus i piano a quatre mans (1875)
  - "Verzicht, o Herz, auf Rettung"
  - "Finstere Schatten der Nacht"
  - "An jeder Hand die Finger", per a soprano
  - "Ihr schwarzen Augen", per a baix
  - "Wahre, wahre deinen Sohn", per a contralt
  - "Rosen steckt mit an die Mutter", per a soprano
  - "Vom Gebirge, Well' auf Well' "
  - "Weiche Gräser im Revier"
  - "Nagen am Herzen", per a soprano (hi ha un arranjament per a soprano i orquestra)
  - "Ich kose süß mit der und der", per a tenor
  - "Alles, alles in den Wind", per a soprano
  - "Schwarzer Wald, dein Schatten ist so düster"
  - "Nein, Geliebter, setze dich", per a soprano i contralt
  - "Flammenauge, dunkles Haar"
  - "Zum Schluß: Nun ihr Musen, genug!"
- Opus 65a: Neue Liebeslieder (Nous valsos amorosos) per a piano a quatre mans (sense veu); arranjament de l'Op. 65
- Opus 66: Cinc duets per a soprano i contralt amb piano (1873–75)
  - "Klänge I"
  - "Klänge II"
  - "Am Strande"
  - "Jägerlied"
  - "Hüt du dich!"
- Opus 67: Quartet de corda núm. 3 en si bemoll menor (1876)
- Opus 68: Simfonia núm. 1 en do menor (estrena el 1876)
- Opus 69: Nou cançons per a veu i piano (1877)
  - "Klage I"
  - "Klage II"
  - "Abschied"
  - "Das Liebsten Schwur"
  - "Tambourliedchen"
  - "Vom Strande"
  - "Über die See"
  - "Salome"
  - "Mädchenfluch"
- Opus 70: Quatre cançons per a veu i piano (1875-77)
  - "Im Garten am Seegestade"
  - "Lerchengesang"
  - "Serenade"
  - "Abendregen"
- Opus 71: Cinc cançons per a veu i piano (1877)
  - "Es liebt sich so lieblich im Lenze!
  - "An den Mond"
  - "Geheimnis"
  - "Willst du, dass ich geh?"
  - "Minnelied"
- Opus 72: Cinc cançons per a veu i piano (1876-77)
  - "Alte Liebe"
  - "Sommerfäden"
  - "O kühler Wald"
  - "Verzagen"
  - "Unüberwindlich"
- Opus 73: Simfonia núm. 2 en re major (1877)
- Opus 74: Dos motets per a cor mixt a cappella (1863-77)
  - "Warum ist des Licht gegeben dem Mühseligen?" (1877)
  - "O Heiland, reiss die Himmel" (1863) sobre una cançó d'Advent
- Opus 75: Quatre balades i romances per a 2 veus i piano (1877–78)
  - "Edward"
  - "Guter Rat"
  - "So lass uns wandern!"
  - "Walpurgisnacht"
- Opus 76: Vuit peces per a piano (1878)
  - Capriccio en fa♯ minor
  - Capriccio en si minor
  - Intermezzo en la♭ major
  - Intermezzo en si♭ major
  - Capriccio en do♯ minor
  - Intermezzo en la major
  - Intermezzo en la minor
  - Capriccio en do major
- Opus 77: Concert per a violí en re major estrenat a Viena per la violinista Marie Soldat-Roeger[1] (1878)
- Opus 78: Sonata per a violí núm. 1 en sol major (1878-79)
- Opus 79: Dues rapsòdies per a piano (1879)
  - Rapsòdia en si menor
  - Rapsòdia en sol menor
- Opus 80: Obertura per al festival acadèmica per a orquestra (1880)
- Opus 81: Obertura tràgica per a orquestra (1880)
- Opus 82: Nänie, per a cor i orquestra (arpa ad libitum) (1881)
- Opus 83: Concert per a piano núm. 2 en si bemoll major (1881)
- Opus 84: Cinc romances i cançons per a una o dues veus amb piano (1881-82)
  - "Sommerabend"
  - "Der Kranz"
  - "In den Beeren"
  - "Vergebliches Ständchen"
  - "Spannung"
- Opus 85: Sis cançons per a veu i piano (1878-82)
  - "Sommerabend"
  - "Mondenschein"
  - "Mädchenlied"
  - "Ade!"
  - "Frühlingslied"
  - "In Waldeseinsamkeit"
- Opus 86: Sis cançons per a veu greu i piano (1877-82)
  - "Therese"
  - "Feldeinsamkeit"
  - "Nachtwandler"
  - "Über die Heide"
  - "Versunken"
  - "Todessehnen"
- Opus 87: Trio per a piano núm. 2 en do major (1882)
- Opus 88: Quintet de corda núm. 1 en fa major (1882)
- Opus 89: Gesang der Parzen (Cant de les parques) per a 6 veus, cor i orquestra (1882)
- Opus 90: Simfonia núm. 3 en fa major (1883)
- Opus 91: Dues cançons per a contralt, viola i piano (1884)
  - "Gestillte Sehnsucht"
  - "Geistliches Wiegenlied"
- Opus 92: Quatre quartets per a veus solistes i piano (1889)
  - "O schöne Nacht"
  - "Spätherbst"
  - "Abendlied"
  - "Warum?"
- Opus 93a: Sis cançons i romances per a cor mixt
  - "Der Bucklichte Fiedler"
  - "Das Mädchen"
  - "O süßer Mai"
  - "Fahr wohl!"
  - "Der Falke"
  - "Beherzigung"
- Opus 93b: Tafellied (Cançó de taula) per a cor mixt a 6 veus i piano
- Opus 94: Cinc cançons per a 8 veus i piano (1884)
  - "Mit vierzig Jahren"
  - "Steig auf, geliebter Schatten"
  - "Mein Herz ist schwer"
  - "Sapphische Ode"
  - "Kein Haus, keine Heimat"
- Opus 95: Set cançons per a veu i piano (1884)
  - "Das Mädchen"
  - "Bei dir sind meine Gedanken"
  - "Beim Abschied"
  - "Der Jäger"
  - "Vorschneller Schwur"
  - "Mädchenlied"
  - "Schön war, des ich dir weihte"
- Opus 96: Quatre cançons per a veu i piano (1884)
  - "Der Tod, des ist die kühle Nacht"
  - "Wir wandelten"
  - "Es schauen die Blumen"
  - "Meerfahrt"
- Opus 97: Sis cançons per a veu i piano (1884-85)
  - "Nachtigall"
  - "Auf dem Schiffe"
  - "Entführung"
  - "Dort in den Weiden"
  - "Komm bald"
  - "Trennung"
- Opus 98: Simfonia núm. 4 en mi menor (1885)
- Opus 99: Sonata per a violoncel núm. 2 en fa major (1886)
- Opus 100: Sonata per a violí núm. 2 en la major (1886)
- Opus 101: Trio núm. 3 en do menor per a piano, violí i violoncel (1886)
- Opus 102: Doble concert en la menor per a violí, violoncel i orquestra (1887)
- Opus 103: Zigeunerlieder (Cants gitanos) per a veu i piano (1887)
  - "He, Zigeuner, greife in die Saiten ein!"
  - "Hochgetürmte Rimaflut, wie bist du trüb"
  - "Wißt ihr, wann mein Kindchen am allerschönsten ist?"
  - "Lieber Gott, du weißt, wie oft bereut ich hab"
  - "Brauner Bursche führt zum Tanze"
  - "Röslein dreie in der Reihe blühn so rot"
  - "Kommt dir manchmal in den Sinn"
  - "Horch, der Wind klagt in den Zweigen traurig sacht"
  - "Weit und breit schaut niemand mich an"
  - "Mond verhüllt sein Angesicht"
  - "Rote Abendwolken ziehn am Firmament"
- Opus 104: Fünf Gesänge (Cinc peces) per a cor mixt a cappella (1888)
  - "Nachtwache I"
  - "Nachtwache II"
  - "Letztes Glück"
  - "Verlorene Jugend"
  - "Im Herbst" (1886)
- Opus 105: Fünf Lieder (Cinc cançons) per a 8 veus i piano (1886-88)
  - "Wie Melodien zieht es mir"
  - "Immer leiser wird mein Schlummer"
  - "Klage"
  - "Auf dem Kirchhofe"
  - "Verrat"
- Opus 106: Cinc cançons per a veu i piano (1886)
  - "Ständchen"
  - "Auf dem See"
  - "Es hing der Reif"
  - "Mein Lieder"
  - "Ein Wanderer"
- Opus 107: Cinc cançons per a veu i piano (1886-88)
  - "An die Stolze"
  - "Salamander"
  - "Das Mädchen spricht"
  - "Maienkätzchen"
  - "Mädchenlied"
- Opus 108: Sonata per a violí núm. 3 en re menor (1887)
- Opus 109: Fest- und Gedenksprüche (Peces festives i commemoratives) per a cor mixt (1889)
  - "Unsere Väter hofften auf dich"
  - "Wenn ein starker Gewappneter"
  - "Wo ist ein so herrlich Volk"
- Opus 110: Tres motets per a cor a 4 i 8 veus a cappella (1889)
  - "Ich aber ben Milend"
  - "Ach, arme Welt"
  - "Wenn wir in höchsten Nöten sein"
- Opus 111: Quintet de corda núm. 2 en sol major "Prater" (1890)
- Opus 112: Sis quartets per a veus solistes i piano (1891)
  - "Sehnsucht"
  - "Nächtens"
  - "Himmel strahlt so helle"
  - "Rote Rosenknospen künden"
  - "Brennessel steht an Weges Rand"
  - "Liebe Schwalbe, kleine Schwalbe"
- Opus 113: Tretze cànons per a veus de dones
- Opus 114: Trio en la menor per a clarinet (o viola), violoncel i piano (1891)
- Opus 115: Quintet en si menor per a clarinet i quartet de corda (1891)
- Opus 116: Set fantasies per a piano
  - Capriccio en re menor
  - Intermezzo en la menor
  - Capriccio en sol menor
  - Intermezzo en mi major
  - Intermezzo en mi menor
  - Intermezzo en mi major
  - Capriccio en re menor
- Opus 117: Tres intermezzi per a piano (1892)
  - Intermezzo en mi♭ major
  - Intermezzo en si♭ menor
  - Intermezzo en do♯ menor
- Opus 118: Sis peces per a piano (1893)
  - Intermezzo en la menor
  - Intermezzo en la major
  - Balada en sol menor
  - Intermezzo en fa menor
  - Romança en fa major
  - Intermezzo en mi♭ menor
- Opus 119: Quatre peces per a piano (1893)
  - Intermezzo en si menor (Adagio)
  - Intermezzo en mi menor (Andantino un poco agitato)
  - Intermezzo en do major (Grazioso e giocoso)
  - Rapsòdia en mi♭ major (Allegro risoluto)
- Opus 120: 2 Sonates per a clarinet (o viola) i piano (1894)
  - Sonata per a clarinet núm. 1 en fa menor
  - Sonata per a clarinet núm. 2 en mi bemoll major
- Opus 121: Vier ernste Gesänge (Quatre cançons serioses) per a veu greu i piano (1896)
  - "Denn es gehet dem Menschen"
  - "Ich wandte mich und sahe an alle"
  - "O Tod, wie bitter bist du"
  - "Wenn ich mit Menschen- und mit Engelszungen redete"
- Opus 122: Onze preludis corals per a orgue (obra pòstuma) (1896)
  - "Mein Jesu, der du mich"
  - "Herzliebster Jesu, was hast du verbrochen"
  - "O Welt, ich muss dich lassen" (first version)
  - "Herzlich tut mich erfreuen"
  - "Schmücke dich, o liebe Seele"
  - "O wie selig seid ihr doch, ihr Frommen"
  - "O Gott, du frommer Gott"
  - "Es ist ein Ros entsprungen"
  - "Herzlich tut mich verlangen" (primera versió)
  - "Herzlich tut mich verlangen" (segona versió)
  - "O Welt, ich muss dich lassen" (segona versió)

### Obres sense número d'opus
- WoO 1, 21 Danses hongareses: per a piano a quatre mans (núm. 1-21); per a piano sol (núm. 1-10); per a orquestra (núm. 1, 3, 10) (1869)
- WoO 2, Scherzo de la Sonata F-A-E (1853) (els altres 3 moviments són obra de Robert Schumann i Albert Dietrich)
- WoO 3, Dues gavotes per a piano

1. Gavota en la menor
2. Gavota en la major

- WoO 4, Dues gigues per a piano

1. Giga en la menor
2. Giga en si menor

- WoO 5, Dues sarabandes per a piano

1. Sarabanda en la menor
2. Sarabanda en si menor

- WoO 6, 51 Übungen (Exercicis) per a piano
- WoO 7, Preludi coral i fuga sobre "O Traurigkeit, o Herzeleid" per a orgue
- WoO 8, Fuga en la♭ menor per a orgue
- WoO 9, Preludi i fuga en la menor per a orgue
- WoO 10, Preludi i fuga en sol menor per a orgue
- WoO 11, Cadència per al Concert per a clavecí núm.1 en re menor, BWV 1052 de Johann Sebastian Bach
- WoO 12, Dues cadències per al Concert per a piano núm. 4, Op. 58 de Ludwig van Beethoven (del 1r movimenti el 3r moviment)
- WoO 13, Tres cadències (1 per al primer moviment, 2 per al segon moviment) per al Concert per a piano núm. 17, K. 453, de Wolfgang Amadeus Mozart (una per a 1r moviment, i dues per al 2n moviment)
- WoO 14, Cadència per al Concert per a piano núm. 20, K. 466 de Mozart
- WoO 15, Cadència per al Concert per a piano núm. 24, K. 491 de Mozart
- WoO 16, Kleine Hochzeits-Kantate per a soprano, alto, tenor i baix amb acompanyament de piano
- WoO 17, Kyrie per a 4 veus mixtes i baix continu
- WoO 18, Missa canònica per a cor mixt a 4–6 veus, a cappella

1. Sanctus en la♭ major
2. Benedictus en fa major
3. Agnus Dei en fa menor
4. Dona Nobis Pacem en do major

- WoO 19, Dein Herzlein mild – Lied per a cor de dones a 4 veus, a cappella
- WoO 20, Dem dunklen Schoss der heilgen Erde – Lied per a veu sola i piano
- WoO 21, Mondnacht – Lied per a veu sola i piano
- WoO 22, Ophelia's Songs amb acompanyament de piano
- WoO 23, Regenlied – Lied per a veu sola i piano
- WoO 24, Grausam erweiset sich Amor an mir – Cànon per a 4 veus de dones
- WoO 25, Mir lächelt kein Frühling – Cànon per a 4 veus de dones
- WoO 26, O wie sanft! – Cànon per a 4 veus de dones
- WoO 27, Spruch – Cànon per a veu sola i viola
- WoO 28, Töne, lindernder Klang! – Cànon per a 4 veus (SSAA o SATB)
- WoO 29, Wann? – Cànon per a soprano i contralt
- WoO 30, Zu Rauch muss warden – Cànon per a 4 veus
- WoO 31, 15 Deutsche Volkskinderlieder (Cançons tradicionals alemanyes per a infants) per a veu sola i piano

1. "Dornröschen"
2. "Die Nachtigall"
3. "Die Henne"
4. "Sandmännchen"
5. "Der Mann"
6. "Heidenröslein"
7. "Das Schlaraffenland"
8. "Beim Ritt auf dem Knie" [2 versions]
9. "Der Jäger im Walde"
10. "Das Mädchen und die Hasel"
11. "Wiegenlied"
12. "Weihnachten"
13. "Marienwürmchen"
14. "Dem Schutzengel"
15. "Sommerlied"

- WoO 32, 28 Deutsche Volkslieder (Cançons tradicionals alemanyes) per a veu i piano

1. "Die Schnürbrust"
2. "Der Jäger"
3. "Drei Vögelein"
4. "Auf, gebet uns das Pfingstei"
5. "Des Markgrafen Töchterlein"
6. "Der Reiter"
7. "Die heilige Elisabeth"
8. "Der englische Gruß"
9. "Ich stund an einem Morgen"
10. "Gunhilde"
11. "Der tote Gast"
12. "Tageweis von einer schönen Frauen"
13. "Schifferlied"
14. "Nachtgesang"
15. "Die beiden Königskinder"
16. "Scheiden"
17. "Altes Minnelied"
18. (a) "Der getreue Eckard"

(b) "Der getreue Eckard"
1. "Die Versuchung"
2. "Der Tochter Wunsch"
3. "Schnitter Tod"
4. "Marias Wallfahrt"
5. "Das Mädchen und der Tod"
6. "Es ritt ein Ritter"
7. "Liebeslied"
8. "Guten Abend"
9. "Die Wollust en den Maien"
10. "Es reit ein Herr und auch sein Knecht"

- WoO 33, 49 Deutsche Volkslieder (Cançons tradicionals alemanyes) per a veu sola (1–42) i petit cor ad lib (43–49) amb acompanyament de piano

1. "Sagt mir, o schönste Schäfrin mein"
2. "Erlaube mir, feins Mädchen"
3. "Gar lieblich hat sich gesellet"
4. "Guten Abend, mein tausiger Schatz"
5. "Die Sonne scheint nicht mehr"
6. "Da unten im Tale"
7. "Gunhilde"
8. "Ach, englische Schäferin"
9. "Es war eine schöne Jüdin"
10. "Es ritt ein Ritter"
11. "Jungfräulein, soll ich mit euch gehn"
12. "Feinsliebchen, du sollst mir nicht barfuss gehn"
13. "Wach auf, mein Hort"
14. "Maria ging aus wandern"
15. "Schwesterlein, Schwesterlein, wann gehn wir"
16. "Wach auf, Mein Herzensschöne"
17. "Ach Gott, wie weh tut scheiden"
18. "So wünsch' ich ihr ein gute Nacht"
19. "Nur ein Gesicht auf Erden lebt"
20. "Schönster Schatz, mein Engel"
21. "Es ging ein Maidlein zarte"
22. "Wo gehst du hin, du Stolze?"
23. "Der Reiter"
24. "Mir ist ein schöns brauns Maidelein"
25. "Mein Mädel hat einen Rosenmund"
26. "Ach, könnt ich diesen Abend"
27. "Ich stand auf hohem Berge"
28. "Es reit ein Herr und auch sein Knecht"
29. "Es war ein Markgraf überm Rhein"
30. "All mein Gedanken"
31. "Dort en den Weiden steht ein Haus"
32. "Wo will ich frisch und fröhlich sein"
33. "Och Moder, ich well en Ding han!"
34. "Wie komm ich denn zur Tür herein?"
35. "Soll sich der Mond nicht heller scheinen"
36. "Es wohnet ein Fiedler zu Frankfurt am Main"
37. "Du mein einzig Licht"
38. "Des Abends kann ich nicht schlafen gehn"
39. "Schöner Augen, schöne Strahlen"
40. "Ich weiss mir'n Maidlein hübsch und fein"
41. "Es steht ein Lind"
42. "In stiller Nacht, zur ersten Wacht"
43. "Es stunden drei Rosen"
44. "Dem Himmel will ich klagen"
45. "Es sass ein schneeweiss Vögelein"
46. "Es war einmal ein Zimmergesell"
47. "Es ging sich unsre Fraue"
48. "Nachtigall, sag, was für Grüss"
49. "Verstohlen geht der Mond auf"

- WoO 34, 14 Deutsche Volkslieder (Cançons tradicionals alemanyes) per a cor (SATB), a cappella

1. "Von edler Art"
2. "Mit Lust tät ich ausreiten"
3. "Bei nächtlicher Weil"
4. "Vom heiligen Märtyrer Emmerano"
5. "Täublein weiss"
6. "Ach lieber Herre Jesu Christ"
7. "Sankt Raphael"
8. "In Stiller Nacht, zur ersten Wacht"
9. "Abschiedslied"
10. "Der tote Knabe"
11. "Die Wollust en den Maien"
12. "Morgengesang"
13. "Schnitter Tod"
14. "Der englische Jäger"

- WoO 35, 12 Deutsche Volkslieder (Cançons tradicionals alemanyes) per a cor (SATB), a cappella

1. "Scheiden"
2. "Wach auf!"
3. "Erlaube mir"
4. "Der Fiedler"
5. "Da unten im Tale"
6. "Des Abends"
7. "Wach auf!"
8. "Dort en den Weiden"
9. "Altes Volkslied"
10. "Der Ritter un die Feine"
11. "Der Zimmergesell"
12. "Altdeustches Kampflied"

- WoO 36, 8 Deutsche Volkslieder (Cançons tradicionals alemanyes) per a cor amb 3 o 4 veus de dona, a cappella
- WoO 37, 16 Deutsche Volkslieder (Cançons tradicionals alemanyes) per a cor amb 3 o 4 veus de dona, a cappella
- WoO 38, 20 Deutsche Volkslieder (Cançons tradicionals alemanyes) per a cor amb 3 o 4 veus de dona, a cappella

## Apèndix
- Anh. 1, 5 Studien (Estudis) per a piano
- Anh. 2, Christoph Willibald Gluck: Iphigénie en Aulide: Gavota (piano sol)
- Anh. 3, Joseph Joachim: Ouverture "Hamlet"
- Anh. 4/1, Joseph Joachim: Ouverture "Demetrius"
- Anh. 4/2, Franz Schubert: Impromptu, Op. 90/2 (D.899) (estudi per a la mà esquerra)
- Anh. 4/5, Trio per a piano en la major (atribuït a Brahms)
- Anh. 4/6, Souvenir de la Russie per a piano a 4 mans, "Transcripcions en forma de fantasies a partir de àries russes i bohèmies" (com a Op. 151 del compositor "G. W. Marks")[2]

1. Hymne Nationale Russe de Lvoff. Allegro maestoso (fa major); a partir de l'anthem God Save the Tsar by Aleksey Lvov
2. Chansonette de Titoff. Andante (la menor); a partir de la cançó Ветка (La branca) de Nikolai Alekseevich Titov
3. Romance de Warlamoff. Con moto (la menor); a partir de la cançó На заре ты её не буди (No la deixis a l'alba) d'Aleksandr Varlamov
4. Le Rossignol, d'A. Alabieff (re menor); a partir de la cançó The Nightingale d'Aleksandr Alyabyev.
5. Chant Bohémien. Allegro moderato (sol major); a partir de la cançó tradicional de Bohèmia Вот на пути село большое (Hi ha un gran poble al carrer)
6. Chant Bohémien ("Kosa"). Moderato (sol major); a partir de la cançó tradicional de Bohèmia Коса

- Anh. 5, Joseph Joachim: Ouverture "Henry IV"
- Anh. 6, Franz Schubert: Setze Ländler
- Anh. 7, Robert Schumann: Scherzo
- Anh. 8, Robert Schumann: Quartet per a piano, Op. 47 (piano a 4 mans)
- Anh. 9, J.S. Bach: Choral "Ach Gott, wie manches Herzelied"
- Anh. 10, Georg Friedrich Händel: Set duets i trios
- Anh. 11, Georg Friedrich Händel: Sis duets
- Anh. 12, Franz Schubert: An Schwager Kronos (per a veu i orquestra)
- Anh. 13, Franz Schubert: Memnon (per a veu i orquestra)
- Anh. 14, Franz Schubert: Gruppe aus dem Tartarus (per a cor d'homes i orquestra)
- Anh. 15, Franz Schubert: Geheimes (per a veu i orquestra)
- Anh. 16, Franz Schubert: Greisengesang (per a veu i orquestra)
- Anh. 17, Franz Schubert: Ellens Zweiter Gesang: Jäger, ruhe von der Jagd! (per a soprano, cor de dones, 4 trompes i 2 fagots)
- Anh. 18, Franz Schubert: Missa en mi♭ major, D. 950 (partitura vocal)